# Gypsophila papillosa
Gypsophila papillosa är en nejlikväxtart som beskrevs av Pietro Porta. Gypsophila papillosa ingår i släktet slöjor, och familjen nejlikväxter. Inga underarter finns listade i Catalogue of Life.